# Emil Sulze

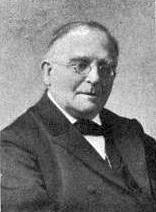
Emil Sulze

Karl Emil Benjamin Sulze (* 26. Februar 1832 in Kamenz (Oberlausitz); † 29. Mai 1914 in Bad Oeynhausen) war ein lutherischer Pfarrer, der vor allem durch seinen Einsatz für die Reform der Kirchengemeinden bekannt wurde.

## Leben
Sulze wurde schon als Jugendlicher von der Frömmigkeit der Herrnhuter Brüdergemeine in Kleinwelka (nahe Bautzen, wo er das Gymnasium besuchte) geprägt. Nach dem Studium der Evangelischen Theologie in Leipzig (u. a. bei Christian Hermann Weisse) und der Promotion zum Dr. theol. wurde er 1856 Diaconus in Johanngeorgenstadt, wechselte aber schon 1857 an die Marienkirche in Osnabrück. 1872 zum Pastor an der Johanniskirche in Chemnitz berufen, machte er erstmals die Erfahrung einer Massenparochie mit 47000 Gemeindegliedern und setzte sich erfolgreich dafür ein, die Großgemeinde in kleinere Seelsorgebezirke aufzuteilen. Dies setzte er ab 1876 als Pastor an der Dreikönigskirche in Dresden-Neustadt fort, wo anfangs vier Pfarrer für 50000 Gemeindeglieder zuständig waren. 1899 wurde er pensioniert, blieb aber als einer der führenden Vertreter des Kulturprotestantismus literarisch aktiv.

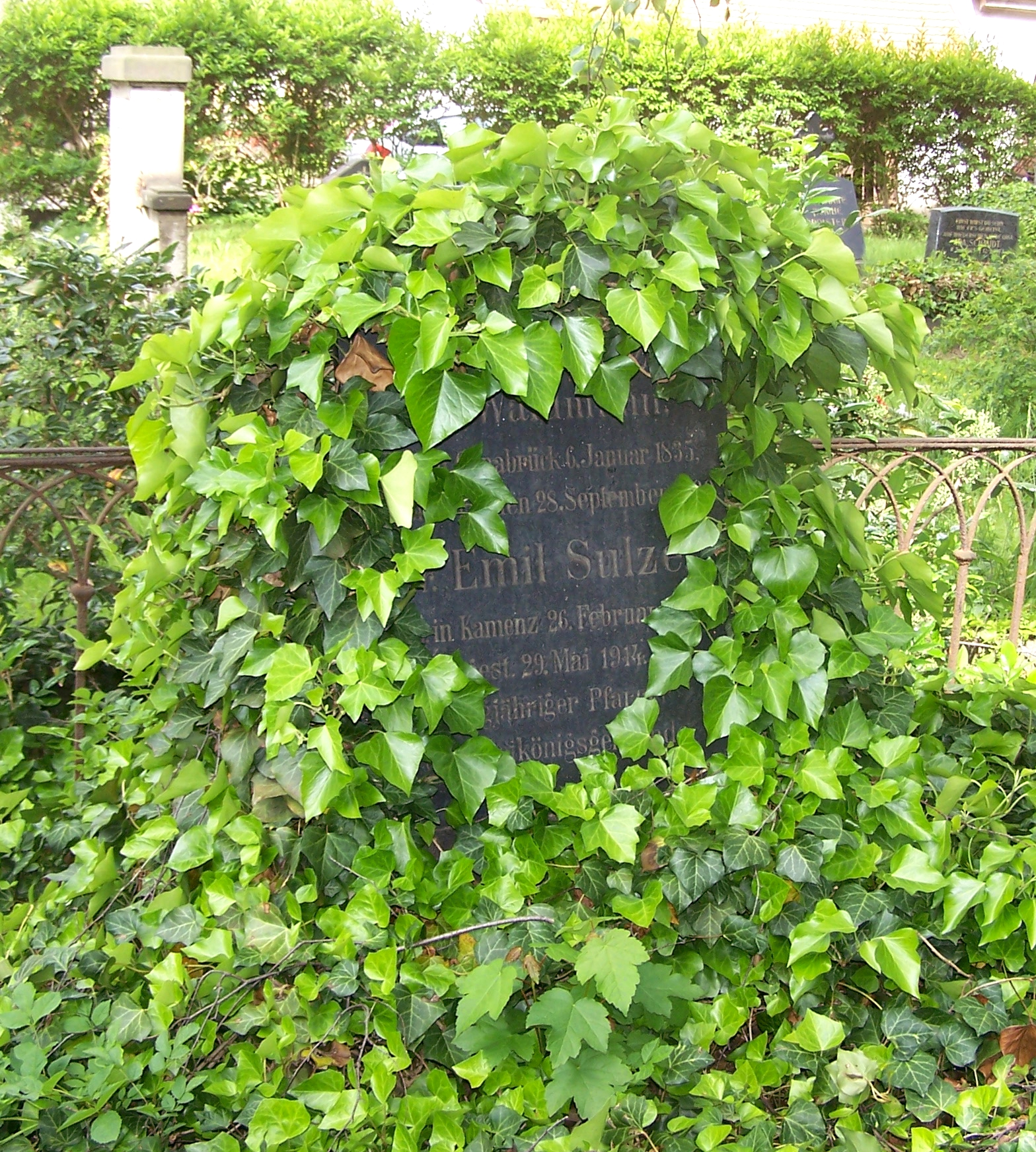
Grab von Sulze auf dem Inneren Neustädter Friedhof in Dresden

Sulze ist auf dem Inneren Neustädter Friedhof in Dresden bestattet.

## Werk und Bedeutung
Sulze trat für sein Idealbild der „überschaubaren“ oder „lebendigen Gemeinde“ nicht nur praktisch, sondern auch literarisch ein, in zahlreichen Büchern und Aufsätzen vor allem in der „Protestantischen Kirchenzeitung“, den „Protestantischen Monatsheften“ und der „Christlichen Welt“. Kernpunkt war die Aufteilung der Parochien zunächst in kleinere Bezirke, für die jeweils ein Pfarrer zuständig war, der wiederum „Hausväter“ oder „Presbyter“ für kleinere Besuchsbezirke gewann. Dadurch sollte das Priestertum aller Gläubigen verwirklicht und die Seelsorge und Kommunikation untereinander verbessert werden. Sulzes Modell der „Gemeinschaftspflege“ lehnte sich an das Vereinswesen, insbesondere an die Stadtmissionen an, wollte sie aber durch die Einbindung in die verfasste Kirche zugleich überwinden. Ebenso zielte er darauf, die Arbeiterschaft von der Sozialdemokratie für die Kirche zurückzugewinnen.
Seit 1881 warb Sulze auch dafür, aus dem Gemeindeideal Konsequenzen für den Kirchenbau zu ziehen. Als Versammlungsraum der Gemeinde sollte der Kirchraum „ein einheitlicher, emporenloser familiärer Raum mit Stühlen im Halbkreis oder in Hufeisenform um die ambonenartige Kanzel“ sein. Ihm sei ein Gemeindehaus für die Versammlungen innerhalb der Woche an die Seite zu stellen. Sulzes Ideen wurden vom Evangelisch-Sozialen Kongress, ab 1910 auch durch die Gründung der Konferenz für evangelische Gemeindearbeit (1916 umbenannt in Deutscher Evangelischer Gemeindetag) aufgegriffen und beeinflussten den Kirchenbau des 20. Jahrhunderts nachhaltig.

## Schriften (Auswahl)
- Sendschreiben an Herrn Archidiaconus Baurschmidt in Lüchow. Von einem Gegner des neuen Katechismus. Deuerlich’sche Buchhandlung, Göttingen 1862
- Die Hauptpuncte der kirchlichen Glaubenslehre : mit den Worten der Bekenntnisse dargestellt und an der heiligen Schrift und den Forderungen des Glaubens geprüft. Hannover: Rümpler 1862 (Online-Ressource) (2. Aufl. 1865).
- Bibel und Bekenntnis. Göttingen 1863.
- Der evangelische Kirchenbau. In: Protestantische Kirchenzeitung 28, 1881, Sp. 249–257, 274–279.
- Über die Aufgaben der Evangelischen Kirche gegenüber den sozialen Fragen der Gegenwart. Dresden 1884.
- Die Evangelische Gemeinde. Gotha: F.A. Perthes, 1891 (Zimmer’s Handbibliothek der praktischen Theologie, Bd. 6); 2. Aufl. 1906.
- Der Fortschritt von der lehrgesetzlichen Kirche zur Kirche des religiösen Lebens. Leipzig: O.A. Schulz, 1901.
- Die Reform der Evangelischen Landeskirchen nach den Grundsätzen des neueren Protestantismus. Berlin: C.A. Schwetschke u. Sohn, 1906.
- Die Amtsentsetzung des Pastors Weingart in Osnabrück. Eine Streitschrift für den Frieden. 1900.
- Die notwendige Fortbildung der evangelischen Landeskirche im Königreiche Sachsen. Leipzig : Heinsius, 1913.